# Robert Duncan McNeill
Robert Duncan McNeill (Raleigh, 9 de novembro de 1964) é um ator, produtor, diretor de cinema e de televisão norte-americano, cujo papel de maior destaque foi o do Tenente Tom Paris, na telessérie Star Trek: Voyager. Nos cinemas, estrelou o filme de terror Infested ao lado de Amy Jo Johnson em 2002, sendo dirigido por Josh Olson. Durante cinco anos, permaneceu como um diretores da série Chuck do canal NBC.

## Filmografia

### Filmes
| Ano  | Titulo                          | Crédito           | Papel          | Nota         |
| ---- | ------------------------------- | ----------------- | -------------- | ------------ |
| 2011 | FedCon XX: The SciFi Experience |                   | Ele mesmo      | Documentário |
| 2002 | Infested                        |                   | Eric           |              |
| 2000 | 9mm of Love                     | Diretor, Escritor |                | Curta        |
| 1998 | The Battery                     | Diretor, Escritor |                | Curta        |
| 1997 | Trekkies                        |                   | Ele mesmo      |              |
| 1987 | Masters of the Universe         |                   | Kevin Corrigan |              |
| 1981 | Sharky's Machine                |                   | Joel           |              |

## Televisão
| Ano       | Titulo                         | Crédito | Papel               | Nota                  |
| --------- | ------------------------------ | --- | ------------------- | --------------------- |
| 2013      | The Mentalist                  | Diretor |                     | 3 episódios           |
| 2012-2013 | 666 Park Avenue                | Diretor |                     | 11 episódios          |
| 2012      | Smash                          | Diretor |                     | Season 1, Episódio 14 |
| 2012      | Breaking In                    | Diretor |                     | Season 2, Episódio 6  |
| 2012      | White Collar                   | Diretor |                     | Season 4, Episódio 4  |
| 2010      | V                              | Diretor |                     | Season 1, Episódio 12 |
| 2007-2012 | Chuck                          | Produtor executivo (2010-2012) Co-Produtor Executivo (2010) Co-Produtor (2008-2009) Produtor (2007-2008) Diretor (2007-2012) |                     | 73 episódios          |
| 2007      | Samantha Who?                  | Diretor |                     | Season 1, Episódio 1  |
| 2007      | The Knights of Prosperity      | Diretor |                     | 2 episódios           |
| 2007      | The Nine                       | Diretor |                     | Season 1, Episódio 12 |
| 2007      | What About Brian               | Diretor |                     | 7 episódios           |
| 2007      | In Case of Emergency           | Diretor |                     | Season 1, Episódio 2  |
| 2006      | Standoff                       | Diretor |                     | Season 1, Episódio 9  |
| 2006      | My Boys                        | Diretor |                     | Season 1, Episódio 5  |
| 2006      | The Danny Comden Project       | Diretor |                     | Filme de TV           |
| 2006      | Jump                           | Diretor |                     | Filme de TV           |
| 2005      | Eyes                           | Diretor |                     | Season 1, Episódio 5  |
| 2005      | Medium                         | Diretor |                     | Season 2, Episódio 9  |
| 2005-2013 | Supernatural                   | Diretor |                     | 2 episódios           |
| 2005-2006 | The O.C.                       | Diretor |                     | 2 episódios           |
| 2005-2006 | Desperate Housewives           | Diretor |                     | 2 episódios           |
| 2004-2007 | Las Vegas                      | Diretor |                     | 4 episódios           |
| 2004-2005 | Summerland                     | Diretor |                     | 4 episódios           |
| 2004      | The Days                       | Diretor |                     | 2 episódios           |
| 2003-2004 | One Tree Hill                  | Diretor |                     | 2 episódios           |
| 2003-2004 | Dead Like Me                   | Diretor |                     | 2 episódios           |
| 2002      | Crossing Jordan                | | Matt                | Season 2, Episódio 1  |
| 2002      | The Outer Limits               | | Ellis Ward          | Season 7, Episódio 21 |
| 2002      | Everwood                       | Director |                     | Season 1, Episódio 10 |
| 2001-2004 | Star Trek: Enterprise          | Director |                     | 4 episódios           |
| 2001-2003 | Dawson's Creek                 | Director |                     | 7 episódios           |
| 2000      | The Journey of Allen Strange   | Director |                     | Season 3, Episódio 13 |
| 1999      | Monster                        | Co-Produtor |                     | Filme de TV           |
| 1999      | Early Edition                  | | Polical Joe Frawley | Season 3, Episódio 21 |
| 1995-2001 | Star Trek: Voyager             | | Tom Paris           | 170 episódios         |
| 1994      | Murder, She Wrote              | | Danny Kinkaid       | Season 11, Episódio 4 |
| 1994      | Sisters                        | | Andrew Simms        | Season 5, Episódie 4  |
| 1994      | Wild Oats                      | | Antony              | Season 1, Episódio 1  |
| 1994      | One More Mountain              | | Milt Eliot          | Filme de Tv           |
| 1994      | Second Chances                 | | Pete Dyson          | 3 episódios           |
| 1993      | Spies                          | | Sam                 | Filme de TV           |
| 1992-1993 | Going to Extremes              | | Colin Midford       | 17 episódios          |
| 1992      | Star Trek: The Next Generation | | Nicholas Locarno    | Season 5, Episódio 19 |
| 1992      | Homefront                      | | Bill Caswell        | 4 episódios           |
| 1991      | L.A. Law                       | | Michael Riley       | Season 6, Episódio 2  |
| 1990      | CBS Schoolbreak Special        | | Richard             | Season 7, Episódio 2  |
| 1990      | Quantum Leap                   | | Greg Truesdale      | Season 2, Episódio 17 |
| 1989      | Mothers, Daughters and Lovers  | | Andy                | Filme de TV           |
| 1987      | All My Children                | | Charlie Brent       | 2 episódios           |
| 1985      | Ein Fenster in Manhattan       | | Eric                | Filme de TV           |
| 1985      | The New Twilight Zone          | | Peter Wood          | Season 1, Episódio 6  |
| 1985      | ABC Weekend Specials           | | Erik Mason          | Season 9, Episódio 2  |

### Video Games
| Ano  | Titulo            | Papel     | Nota |
| ---- | ----------------- | --------- | ---- |
| 2000 | Star Trek Voyager | Tom Paris | Voz  |